# Parallellisme (filosofie)

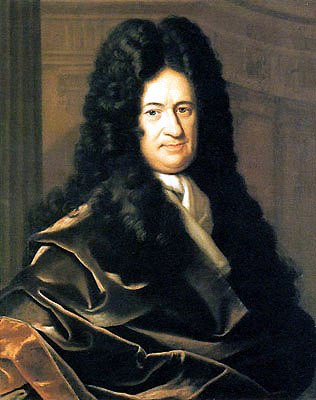
Portret van Gottfried Wilhelm Leibniz

Het parallellisme ofwel psychofysisch parallellisme, of kortweg parallellisme is een opvatting uit de filosofie van de geest, dat de menselijke geest en het lichaam elkaar niet causaal beïnvloeden, maar beide een parallel verloop volgen. Deze opvatting werd in de 17de eeuw het meest prominent vertegenwoordigd door Gottfried Wilhelm Leibniz.

## Algemeen
Het parallellisme in de filosofie van de geest is de opvatting, dat de geest en het lichaam, hoewel ze beide over een onderscheiden ontologische status beschikken, elkaar niet causaal beïnvloeden, maar beide een parallel verloop volgen. Hierbij interageren mentale gebeurtenissen causaal met andere mentale gebeurtenissen en gebeurtenissen in de hersenen interageren causaal met andere gebeurtenissen in de hersenen, maar mentale gebeurtenissen interageren niet met gebeurtenissen in de hersenen of omgekeerd. Ze lijken elkaar enkel te beïnvloeden.
Deze opvatting werd het meest prominent vertegenwoordigd door Gottfried Wilhelm Leibniz. Hoewel Leibniz in feite een ontologische monist was die geloofde dat er maar één fundamentele substantie bestond in het universum, namelijk de monaden, waartoe alle andere substanties konden herleid worden, verdedigde hij desondanks dat er een belangrijk onderscheid moest bestaan tussen "het mentale" en het "fysieke" in termen van causaliteit. Hij stelde dat God op voorhand de dingen had geordend opdat de geest en het lichaam met elkaar in harmonie zouden zijn. Deze opvatting is beter bekend als de doctrine van de Harmonie Préétablie.